# 中國香港棒球總會
中國香港棒球總會（英語：The Baseball Association of Hong Kong, China）是專門管轄香港棒球事務的組織。該組織成立於1992年。現時，中国香港棒球總會是國際棒球總會和亞洲棒球總會的成員，旗下的主要比賽為各級別的聯賽和新秀賽。

## 資料來源
1. ↑  .   [2013-12-29]. （原始内容存档于2021-01-26）.

## 外部連結
- 官方网站 （页面存档备份，存于）